# کانامی ناکاماکی
کانامی ناکاماکی (انگلیسی: Kanami Nakamaki؛ زادهٔ ۵ ژوئن ۱۹۹۲) ورزشکار شنای موزون اهل ژاپن است.
وی در مسابقات کشوری و بین‌المللی در مجموع برندهٔ ۴ مدال طلا، ۴ مدال نقره، ۶ مدال برنز شده‌است.